# 2379 Heiskanen
2379 Heiskanen eller 1941 ST är en asteroid i huvudbältet som upptäcktes den 21 september 1941 av den finska astronomen Yrjö Väisälä vid Storheikkilä observatorium. Den är uppkallad efter astronomen Veikko Heiskanen.
Asteroiden har en diameter på ungefär 33 kilometer.